# Distretto di Chuanhui
Il distretto di Chuanhui (川汇区S, Chuānhuì QūP) è un distretto della Cina, situato nella provincia di Henan e amministrato dalla prefettura di Zhoukou.